# Seniors Irish Masters 2022
Il Seniors Irish Masters 2022 è il quarto ed ultimo evento del World Seniors Tour della stagione 2021-2022 di snooker, ed è la 3ª edizione di questo torneo, che si disputerà il 26 e il 27 marzo 2022, presso il Goffs Property di Kill, in Irlanda.
L'ultimo vincitore del torneo era stato Jimmy White, nel 2019.